# Скотт (тауншип, Миннесота)
Скотт (англ. Scott) — тауншип в округе Стивенс, Миннесота, США. На 2000 год его население составило 150 человек.

## География
По данным Бюро переписи населения США площадь тауншипа составляет 91,5 км², из которых 85,8 км² занимает суша, а 5,7 км² — вода (6,23 %).

## Демография
По данным переписи населения 2000 года здесь находились 150 человек, 53 домохозяйства и 46 семей. Плотность населения —  1,7 чел./км². На территории тауншипа расположено 65 построек со средней плотностью 0,8 построек на один квадратный километр. Расовый состав населения: 100,00 % белых.
Из 53 домохозяйств в 35,8 % воспитывались дети до 18 лет, в 84,9 % проживали супружеские пары, в 1,9 % проживали незамужние женщины и в 13,2 % домохозяйств проживали несемейные люди. 13,2 % домохозяйств состояли из одного человека, при том 3,8 % из — одиноких пожилых людей старше 65 лет. Средний размер домохозяйства — 2,83, а семьи — 3,11 человека.
29,3 % населения — младше 18 лет, 2,7 % — в возрасте от 18 до 24 лет, 24,7 % — от 25 до 44, 23,3 % — от 45 до 64, и 20,0 % — старше 65 лет. Средний возраст — 41 год. На каждые 100 женщин приходилось 94,8 мужчин. На каждые 100 женщин старше 18 приходилось 100,0 мужчин.
Средний годовой доход домохозяйства составлял 51 250 долларов, а средний годовой доход семьи —  58 393 доллара. Средний доход мужчин —  37 813  долларов, в то время как у женщин — 22 083. Доход на душу населения составил 28 924 доллара. За чертой бедности находились 6,4 % семей и 10,7 % всего населения тауншипа, из которых 18,6 % младше 18 и 9,1 % старше 65 лет.